# Охотники (озеро)
Охо́тники — озеро в Україні, в Турійському районі Волинської області. Розташоване на захід від однойменного села Охотники. 
Площа озера становить 11,4 га, максимальна глибина — 17,2 м.